# Lindt & Sprüngli
La Lindt &Sprüngli è un'azienda multinazionale svizzera specializzata nel settore della produzione e vendita di prodotti dolciari e nella produzione di cioccolato di lusso. È stata fondata nel 1845 a Zurigo da David Sprüngli-Schwarz e da suo figlio Rudolf Sprüngli-Ammann.
La produzione viene realizzata in Svizzera presso la casa madre di Kilchberg (Zurigo) e nelle altre sedi europee in Italia, in Germania, in Francia e in Austria, e nelle due sedi negli Stati Uniti.

## La storia[3]

### Sprüngli
Nel 1845 David Sprüngli e il figlio Rudolf Sprüngli producono la prima tavoletta di cioccolato solido della Svizzera. Il successo della loro pasticceria di Zurigo è tale che due anni dopo, nel 1847, aprono la fabbrica di Schleifetobel, a Horgen. Verrà ricordata come la prima fabbrica di cioccolato.

### Lindt
Nel 1879, Rodolphe Lindt, figlio di un farmacista di Berna, acquista alcuni vecchi macchinari per la macinazione dei semi di cacao. Il segreto è tutto nella miscelazione. La scoperta avvenne per caso: Rodolphe lasciò involontariamente accesa la macchina per il concaggio per 3 giorni e, al suo ritorno, notò la differenza sostanziale. Il cioccolato era più morbido e vellutato, procedimento che chiamiamo oggi concaggio. Lindt lo chiama “chocolat fondant”, un cioccolato con la consistenza e gli aromi a cui siamo oggi abituati. 

### Lindt & Sprüngli
Nel 1892 Rudolf Sprüngli-Ammann si leva dall'attività, ma i suoi due figli continuano la tradizione: Johan Rudolf si occuperà della produzione e David Robert della vendita. Inaugurata nel 1899 una nuova fabbrica a Kilchberg, sul lago di Zurigo (dove tuttora vi è la sede), Johan Rudolf vuole anche acquisire i segreti di quel procedimento che rende il cioccolato dei Lindt così famoso. Per un milione e mezzo di franchi d'oro, cifra ragguardevole per quei tempi, acquista la fabbrica di Berna di Rodolphe Lindt e fonda la Lindt & Sprüngli AG.

## In Italia

### Da Bulgheroni a Lindt&Sprüngli[6]
I fratelli Bulgheroni incontrano Robert Sprüngli in Italia nel 1946. In pieno dopoguerra e in difficoltà per il reperimento delle materie prime, decidono di convertire la loro fabbrica di caramelle fondata nel 1909 in fabbrica di cioccolato. Su licenza della Lindt, iniziando la produzione di cioccolato l'anno successivo. Durante questo periodo avverrà un tragico evento dove il fratello Giovanni Bulgheroni morirà in un incidente stradale (di natura oscura). Le sue quote, cedute in eredità alla moglie, verranno poi acquistate dal fratello che approfitterà dell'ingenuità della donna, acquistandole a meno del prezzo di mercato. L'azienda continuerà poi ad espandersi fino ad aprire a Induno Olona, nel 1984, un nuovo stabilimento di 34.000 m² che impiegava circa 650 addetti, e poi nel 1992 un nuovo magazzino a Cassano Magnago, che è stato fino al 2007 il centro logistico dell'azienda di cioccolato.
Nel 1993 la Bulgheroni SpA viene acquisita dall'azienda svizzera e diventa Lindt&Sprüngli SpA. Nel 1996 Antonio Bulgheroni, figlio di Edoardo e attuale presidente e amministratore delegato di Lindt Italia, entra a far parte del consiglio di amministrazione di Lindt & Sprüngli AG.
Nel 1997 la Lindt acquisisce la Caffarel, che però conserva la sua autonomia e la sua identità di marchio e prodotti.
L'acquisizione da parte della Lindt consiste nel controllo esclusivo della società Caffarel con la sottoscrizione del 99,785% del capitale sociale di quest'ultima, le cui azioni erano detenute, direttamente e indirettamente, dai componenti delle famiglie Audiberti e Bachstadt-Malan. 
Nel 2006 Lindt acquisisce dalla Poretti il magazzino adiacente allo stabilimento di Induno Olona, aumentando così la propria superficie produttiva di altri 18.000 m².
Nel 2007 viene realizzato il nuovo polo logistico nel comune di Magenta.
Nel 2017 i dipendenti del gruppo impegnati in Italia sono 700.

## Dati economici
Nel 2012, nonostante la recente crisi dei mercati di consumo dell'economia europea, la Lindt & Sprüngli ha confermato la sua chiusura di bilancio in positivo chiudendo l'anno con un fatturato (CHF=Franchi Svizzeri) 2.67 miliardi (equivalente circa a Euro 2,53 miliardi), in crescita del 7,3% rispetto all'anno precedente, il Margine Operativo Netto (EBIT) anch'esso in crescita del 10.3% pari a CHF 362 milioni, ed un Utile Netto dopo le tasse pari al CHF 272 milioni (anch'esso in crescita del 10% dall'anno precedente). Lindt & Sprüngli risulta uno dei produttori di cioccolato di fascia medio/alta con una redditività percentuale annua riguardevole rispetto al settore (stimato mediamente attorno al 10% EBIT Margin)